# Seznam rytířských řádů

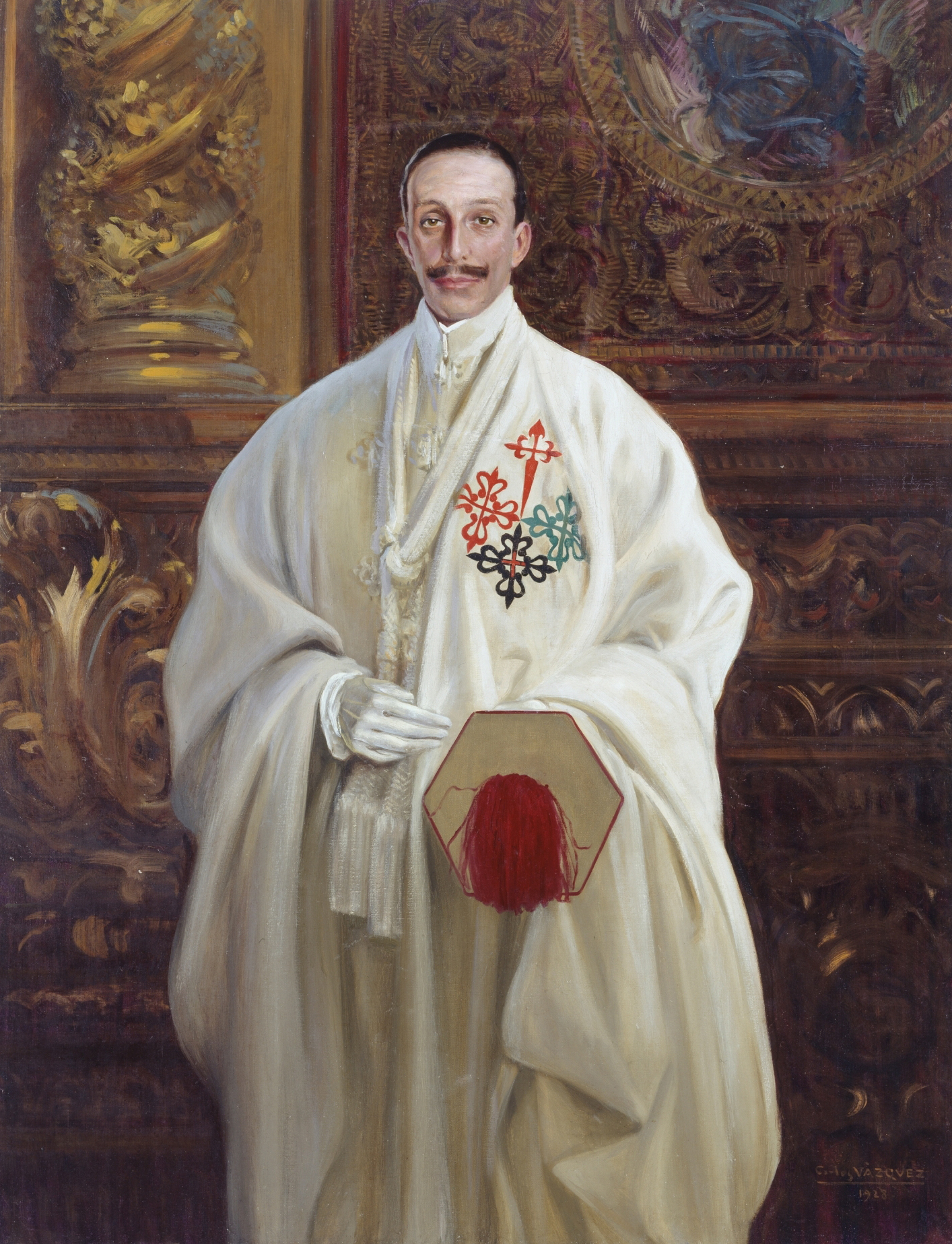
Španělský král Alfons XIII. v rouchu velmistra čtyř španělských rytířských řádů

Rytířské řády Pyrenejského poloostrova na konci 15. století:
Řád rytířů z Montesy
Řád svatojakubských rytířů
Řád calatravských rytířů
Řád johanitů v Kastilii
Řád alcántarských rytířů
Řád Kristův
Řád svatého Jakuba od meče
Řád avizských rytířů
Řád johanitů v Portugalsku

Rytířské neboli vojenské řády (latinsky militaris ordo), zřídka se také užívá termínu křižovnické řády, jsou křesťanská rytířská společenství nejčastěji dobročinného charakteru, avšak mnohé z nich se v minulosti věnovaly skutečnému boji. Dělí se na:
- rytířské (vojenské) duchovní (církevní) řády – vojenské a často současně dobročinné polonezávislé organizace jako např. maltézští rytíři, templáři, němečtí rytíři, rytíři Božího hrobu, rytíři sv. Lazara atd.
- světské rytířské řády, tzv. velké neboli dynastické řády – např. Řád zlatého rouna, Podvazkový řád, Dračí řád, Řád zvěstování atd., jsou organizace většinou vytvořené panovníky za nějakým účelem,
- čistě záslužné světské řády, které mají funkci vyznamenání a nositelům dodávají prestiž.

První rytířské řády začínaly jako náboženská vojenská bratrstva ozbrojených mnichů za účelem boje nebo nutné obrany. V jejich řadách se uplatnili zejména středověcí rytíři, kteří byli válečnickou elitou tehdejší doby. Některé řády byly s nástupem novověku nebo pro nadbytečnost sekularizovány, tj. pozměněny na světské nebo vyloženě přeměněny v řády záslužné. 
Následující seznam zahrnuje různé řády v jejich historickém vývoji. Mezinárodně uznávané řády současnosti zahrnuje Registr rytířských řádů vydávaný pravidelně Mezinárodní stálou komisí pro rytířské řády; většina ostatních institucí, které se nazývají "rytířské" nebo "vojenské řády" spadá do kategorie tzv. samozvaných rytířských řádů. 

## Seznam rytířských duchovních řádů

### Celoevropské (s původem ve Svaté zemi)
| znak      | vlajka | název | doba trvání | zakladatel                                                      | sídlo, země původu |
| --------- | ------ | --- | --- | --------------------------------------------------------------- | --- |
| (od 1259) |        | Řád johanitů (maltézských rytířů) Ordo Fratrum Hospitalis Sancti Ioannis Hierosolymitani                                                                   | 1023 – bratrstvo 1113 – schválení církví 1119 – rytířský řád do současnosti, dnes Suverénní řád Maltézských rytířů a nekatolické řády Aliance sv. Jana                                                      | bl. Gérard Tenc                                                 | Palestina, Outremer Francie (většina členů) Amalfská republika (zakladatelé) Rhodos (sídlo řádu 1309–1522) Malta (sídlo řádu 1530–1798) |
|           |        | Řád templářů Pauperes commilitones Christi Templique Salomonici                                                                                            | 1119 – rytířský řád 1312 – řád zrušen | Hugues de Payens Godefroi de Saint-Omer sv. Bernard z Clairvaux | Palestina, Outremer Francie (většina členů) Kypr (sídlo 1191–1192)                                                                      |
|           |        | Řád Božího hrobu (Řád křižovníků s červeným křížem) Ordo Equestris Sancti Sepulcri Hierosolymitani'                                                        | 1099–současnost | Godefroy z Bouillonu                                            | Palestina, Outremer Francie (většina členů)                                                                                             |
|           |        | Řád sv. Lazara Ordinis Fratrum et Militum Hospitalis Leprosorum Sancti Lazari Hierosolymitani                                                              | 1098 – bratrstvo 1142 – rytířský řád do současnosti, v roce 1572 sloučen s Řádem sv. Mořice, Řád sv. Mořice a Lazara existuje do současnosti, v roce 1910 Řád sv. Lazara obnoven jako řád ekumenický (OSLJ) | bl. Gérard Tenc                                                 | Palestina, Outremer Francie (většina členů)                                                                                             |
|           |        | Řád německých rytířů Ordo domus Sanctæ Mariæ Theutonicorum Hierosolymitanorum, německy Orden der Brüder vom Deutschen Haus der Heiligen Maria in Jerusalem | 1190 – špitální bratrstvo 1199 – rytířský řád 1834 – zrušení rytířského řádu a přeměna na řád řeholních kanovníků                                                                                           | Sibrand                                                         | Palestina, Outremer Svatá říše římská (většina členů) Uhersko (přechodně) Německý řádový stát (sídlo řádu)                              |
| (od 1236) |        | Řád rytířů sv. Tomáše Canterburského v Akře Hospitallers of St Thomas of Canterbury at Acre                                                                | 1191 – schválení řádu církví 1236 – rytířský řád do současnosti | kaplan Vilém z katedrály sv. Pavla v Londýně                    | Palestina, Outremer Anglie (většina členů)                                                                                              |

### Pyrenejský poloostrov
| znak | název                                                                           | doba trvání                                                                                           | sídlo, země původu                           |
| ---- | ------------------------------------------------------------------------------- | --- | -------------------------------------------- |
|      | Řád calatravských rytířů Orden de Calatrava                                     | 1158 – založen 1187 – potvrzen jako rytířský řád                                                      | Pyrenejský poloostrov                        |
|      | Řád alcantárských rytířů (rytířů sv. Juliána) Orde de Alcántara                 | 1156 – založen                                                                                        | Pyrenejský poloostrov                        |
|      | Řád avizských rytířů Ordem Militar de São Bento de Avis                         | 1158 – založen 1162 – rytířský řád 1789 – sekularizován                                               | Portugalsko                                  |
|      | Řád svatojakubských rytířů Orden de Santiago                                    | 1170 – bratrstvo 1175 – rytířský řád                                                                  | Pyrenejský poloostrov                        |
|      | Řád svatého Jakuba od meče Ordem Militar de Sant'Iago da Espada                 | 1172 – vznik, odštěpením od svatojakubských rytířů 1789 – sekularizace 1834 – přeměněn v záslužný řád | Portugalsko                                  |
|      | Řád rytířů z Montjoie (Monte Gaudio, Řád Trufac) Orden de Monte Gaudio          | 1171–1180 1196 – reorganizován v Řád Monfragüe                                                        | Palestina, Outremer Aragonie (většina členů) |
|      | Řád Monfragüe Orden de Monfragüe                                                | 1196 – reorganizován z rytířů z Montjoie 1221 – sloučen s Calatravským řádem                          | Aragonie Pyrenejský poloostrov               |
| není | Truxillský řád                                                                  | vznik nedoložen 1230 – zánik                                                                          | Kastilie                                     |
|      | Řád rytířů z Montesy Orden de Montesa                                           | 1317 – založen                                                                                        | Aragonie                                     |
|      | Řád Kristův Ordem Militar de Cristo                                             | 1317–1318 1319 – stvrzen papežem 1789 – sekularizován                                                 | Portugalsko                                  |
|      | Řád rytířů sv. Jiří z Alfamy Orde de Sant Jordi d'Alfama                        | 1201 – založen 1221 – sloučen s Monteským řádem                                                       | Pyrenejský poloostrov                        |
|      | Řád mercedariánských rytířů Ordo Beatæ Mariæ Virginis de Redemptione Captivorum | 1218 – založen                                                                                        | Pyrenejský poloostrov                        |
|      | Řád Svatého Spasitele z Monrealu Orden de San Salvador de Monreal               | 1128 – založen                                                                                        | Pyrenejský poloostrov                        |
|      | Řád Nejsvětější Panny Marie v Hispánii (Řád hvězdy)                             | 1279 1281 – sloučen se svatojakubskými rytíři                                                         | Pyrenejský poloostrov                        |
|      | Řád křídla sv. Michaela Real Ordem de São Miguel da Ala                         | 1147 – založen 1828 – obnoven do současnosti                                                          | Pyrenejský poloostrov                        |
|      | Řád z Roncesvalles                                                              | 12. století – založen 1983 – zánik                                                                    | Navarra Pyrenejský poloostrov                |

### Pobaltí

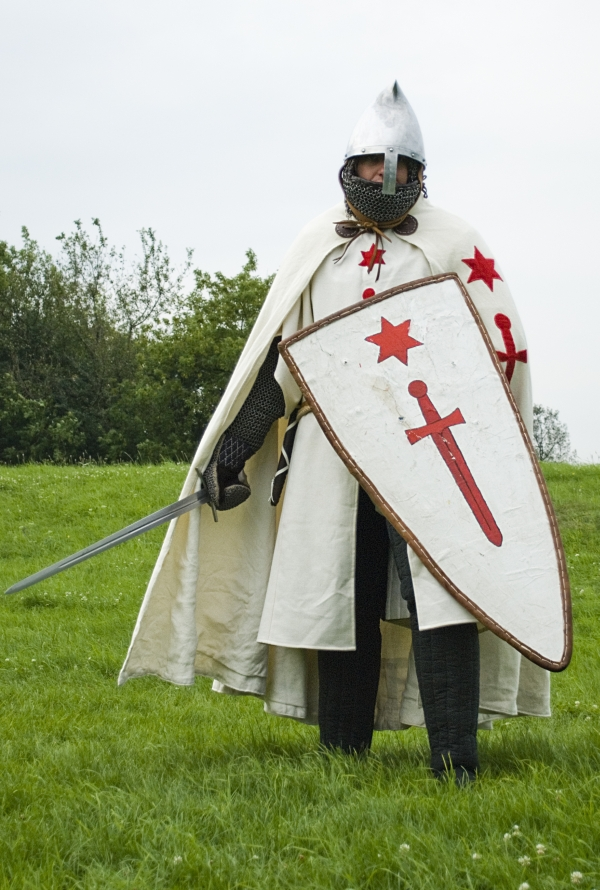
Rekonstrukce dobřínského rytíře z Pruska, 13. století

| znak | název | doba trvání | sídlo, země původu                                                                     |
| ---- | --- | --- | -------------------------------------------------------------------------------------- |
|      | Řád dobřínských rytířů Fratres Milites Christi | 13. století – založen 1237 – sloučen s Řádem německých rytířů                                                     | Pobaltí Svatá říše římská (většina členů)                                              |
|      | Řád mečových bratří (mečoví rytíři) Fratres militiæ Christi Livoniae                                                                                      | 1202 – založen 1237 – sloučen s Řádem německých rytířů a přeměněn v Livonský řád                                  | Pobaltí Svatá říše římská (většina členů)                                              |
|      | Řád německých rytířů Ordo domus Sanctæ Mariæ Theutonicorum Hierosolymitanorum německy Orden der Brüder vom Deutschen Haus der Heiligen Maria in Jerusalem | 1190 – špitální bratrstvo 1199 – rytířský řád 1834 – zrušení rytířského řádu a přeměna na řád řeholních kanovníků | Palestina, Outremer Svatá říše římská (většina členů) Německý řádový stát (sídlo řádu) |
|      | Livonský řád (autonomní větev Řádu německých rytířů) Fratres militiae Christi de Livonia                                                                  | 1237 – vznik z mečových bratří 1561 – rozpuštěn                                                                   | Livonská konfederace, Pobaltí (sídlo řádu) Svatá říše římská (většina členů)           |
|      | Řád křižovníků s červeným srdcem Canonicus Ordo crucigerorum cum rubeo corde                                                                              | 1179 – vznik 1179 – schválen papežem 1845 – zánik                                                                 | Livonsko, Pobaltí Polsko Země Koruny české                                             |

### Okcitánie
| znak | název                                                                                        | doba trvání                                               | sídlo, země původu                  |
| ---- | -------------------------------------------------------------------------------------------- | --------------------------------------------------------- | ----------------------------------- |
|      | Řád hospitalitů z Aubracu (rytířů z Aubracu) Ordre des chevaliers et hospitaliers d'Aubrac   | 1162 – založen zanikl během Velké francouzské revoluce    | Okcitánie Francie                   |
|      | Řád sv. Ducha z Montpellier Ordre des Chevaliers Hospitaliers du Saint-Esprit de Montpellier | 1195 – založen 1711 – sloučen s Řádem sv. Lazara          | Okcitánie Francie                   |
|      | Milice Víry Ježíše Krista Militia Jesu Christi                                               | 1221 – bratrstvo 1198 – rytířský řád 14. století – zanikl | Okcitánie Itálie                    |
|      | Řád víry a míru (Řád meče)                                                                   | mezi 1226–1231 1273 – zanikl                              | Gaskoňsko – vznik Okcitánie Francie |

### Itálie
| znak | název | doba trvání                                                          | sídlo, země původu            |
| ---- | --- | -------------------------------------------------------------------- | ----------------------------- |
|      | Řád sv. Jakuba z Altopascio (Řád rytířů Tau) Ordine di San Giacomo d'Altopascio                                                                  | 952 – založen 1587 – sloučen s Řádem sv. Lazara                      | Papežský stát, Itálie Francie |
|      | Milice Ježíše Krista Milizia di Gesù Cristo | 1233–1261                                                            | Itálie Francie                |
|      | Řád milice Ježíše Krista a Panny Marie Sacro Ordine Dinastico, Militare e Ospedaliero della Milizia di Gesù Cristo e di Santa Maria Gloriosa     | 1209 – založen                                                       | Papežský stát, Itálie         |
|      | Řád Požehnané Panny Marie (Řád Panny Mary z Věže, Řád rytířů Matky Boží) Frati della Beata Gloriosa Vergine Maria Ordo Militiae Mariae Gloriosae | 1261–1558                                                            | Itálie                        |
|      | Řád svatého Mořice Ordine dei Santi Maurizio | 1434 – založen 1572 – spojení s italskou větví Řádu sv. Lazara       | Itálie                        |
|      | Řád sv. Štěpána, papeže a mučedníka Sacro Militare Ordine di Santo Stefano Papa e Martire                                                        | 1561–1859                                                            | Toskánsko, Itálie             |
|      | Řád sv. Mořice a Lazara Ordine dei Santi Maurizio e Lazzaro                                                                                      | 1572 – spojením s italskou větví Řádu sv. Lazara 1946 – záslužný řád | Itálie                        |
|      | Řád konstantiniánských rytířů sv. Jiří | 1575 – založen                                                       | Itálie                        |

### Ostatní katolické
| znak | název | doba trvání                                          | sídlo, země původu                                   |
| ---- | --- | ---------------------------------------------------- | ---------------------------------------------------- |
|      | Řád křižovníků s červenou hvězdou v modrém poli Betlemitani | 12. století – vznik 15. století – zánik              | Palestina, Outremer Francie                          |
|      | Rytířský řád křižovníků s červenou hvězdou Ordo militaris Crucigerorum cum rubea stella                                                                                    | 1233 – bratrstvo 1237 – rytířský řád do současnosti  | České království Země Koruny české                   |
|      | Řád Panny Marie Karmelské Ordre de Notre-Dame du Mont-Carmel | 1606–1830                                            | Francie                                              |
|      | Řád Panny Marie Betlémské Ordo Militaris ac Hospitalarius de Sanctae Mariae de Bethlehem                                                                                   | 1459–1484                                            | Řecko                                                |
|      | Řád sv. Jiří z Korutan Ordo militaris Sancti Georgii | 1468–1598                                            | Rakousko Svatá říše římská                           |
|      | Řád křesťanského rytířstva (Rytířský řád křesťanského vojska Nejsvětější Panny a sv. Michaela) Ordine militare de' Cavalieri Regolari della Immacolata Concezione di Maria | 1618 – založen 1624 – potvrzen papežem 1627? – zánik | Mantovské vévodství Itálie Svatá říše římská Francie |
|      | Řád špitálních kanovníků sv. Štěpána (štěpánité, štefanité) | asi 1150 – založení asi 1526 – zánik                 | Uhersko Palestina, Outremer                          |
|      | Řád sv. Kříže z Jeruzaléma The Patriarchal Order of the Holy Cross of Jerusalem L'Ordre Patriarcal de la Sainte Croix de Jerusalem                                         | 1947–současnost                                      | Svatá země (melchitský řeckokatolický řád)           |

### Nekatolické duchovní rytířské řády
| znak | vlajka | název | doba trvání                                                                         | poznámka | sídlo, země původu                                         |
| ---- | ------ | --- | ----------------------------------------------------------------------------------- | --- | ---------------------------------------------------------- |
|      |        | Johanitský řád (Braniborská bailiva) Balley Brandenburg des Ritterlichen Ordens Sankt Johannis vom Spital zu Jerusalem | 16. století – odtržením od původního Maltézského řádu do současnosti                | protestantský řád s pobočkami: Johanniter Ridderskapet i Finland (Finsko) Association des Chevaliers de St. Jean (Francie) Johannita Rend Magyar Tagozata (Maďarsko) Kommende der Johanniterritter in der Schweiz (Švýcarsko) Je v mezinárodní Alianci sv. Jana. | Braniborsko-Prusko (místo vzniku) Svatá říše římská        |
|      |        | Německý rytířský řád (Utrechtská bailiva) Ridderlijke Duitse Orde Balije van Utrecht                                   | 1231 – vznik 1637 – odtržení od německých rytířů a přijetí reformace do současnosti | Balivát vznikl v roce 1231 jako provincie katolického Řádu německých rytířů. Později přijala reformaci a roku 1637 se stala samostatným protestantským řádem. | Svatá říše římská (1237–1637) Nizozemsko (1637–současnost) |
|      |        | Maltézští rytíři v Rusku (Ruské velkopřevorství) орден Госпитальеров (Великое приорство Российское)                    | 1799–20. století                                                                    | Pravoslavné velkopřevorství Maltézského řádu v carském Rusku, později kolektiv charitativních organizací deklarujících kontinuitu k tomuto velkopřevorství. | Rusko                                                      |
|      |        | Nejctihodnější řád sv. Jana Jeruzalémského Most Venerable Order of the Hospital of Saint John of Jerusalem             | 1831 – soukromé sdružení 1888 – královský řád do současnosti                        | Anglikánský řád a člen mezinárodní Aliance sv. Jana. | Spojené království                                         |
|      |        | Johanitský řád v Nizozemsku Johanniter Orde in Nederland                                                               | 1909–současnost                                                                     | Protestantský řád a člen mezinárodní Aliance sv. Jana. | Nizozemsko                                                 |
|      |        | Vojenský a špitální řád sv. Lazara Jeruzalémského (OSLJ) Ordo Militaris et Hospitalis Sancti Lazari Hierosolymitani    | 1910 – založen do současnosti                                                       | Ekumenický řád sdružující křesťany různých církví. | Francie                                                    |
|      |        | Řád sv. Jana ve Švédsku Johanniterorden i Sverige                                                                      | 1920–současnost                                                                     | Protestantský řád a člen mezinárodní Alianci sv. Jana. | Švédsko                                                    |

### Samozvané rytířské duchovní řády navazující na odkaz templářů
| znak | vlajka | název                                                                                       | zkratka     | doba trvání                                               | typ organizace                                                          | sídlo, země původu                         |
| ---- | ------ | ------------------------------------------------------------------------------------------- | ----------- | --------------------------------------------------------- | ----------------------------------------------------------------------- | ------------------------------------------ |
|      |        | Suverénní vojenský řád Jeruzalémského chrámu Ordo Supremus Militaris Templi Hierosolymitani | OSMTH OSMTJ | 1805 – údajné uznání císařem Napoleonem 1932 – registrace | charitativní nevládní organizace (ekumenický rytířský řád)              | Francie Belgie (sídlo) Švýcarsko (centrum) |
|      |        | Katoličtí templáři z Itálie Templari Cattolici d'Italia                                     |             | současnost                                                | soukromá asociace v římskokatolické církvi (katolický rytířský řád)     | Itálie Vatikán                             |
|      |        | Militia Templi Christi Pauperum Militum Ordo                                                |             | 1979–současnost                                           | soukromá asociace laiků římskokatolické církve (katolický rytířský řád) | Itálie                                     |
|      |        | Tadzrelebi (gruzínští templáři)                                                             |             | současnost                                                | gruzínské sdružení (pravoslavný rytířský řád)                           | Gruzie                                     |

- různé organizace po celém světě snažící se navazovat na odkaz zaniklých templářů: Autonomní velkopřevorství Skotska (The Autonomous Grand Priory of Scotland), Velkopřevorství templářů ve Skotsku (The Grand Priory of the Knights Templar in Scotland), Velkopřevorství Skotů (The Grand Priory of the Scots), Starodávný skotský vojenský řád templářských rytířů (The Ancient Scottish Military Order of Knights Templar), Konfederace skotských templářských rytířů (The Confederation of Scottish Knights Templar), Vojsko chrámu Skotska (Militi Templi Scotia) atd.
- Mezinárodní Řád gnostických templářů (The International Order of Gnostic Templars) – organizace údajně navazující na středověké templáře

## Světské rytířské řády (tzv. dynastické či velké)
| název                                                                       | rok založení                       | zakladatel                             | stuha                 | řetěz/velkokříž | hvězda | róba |
| --------------------------------------------------------------------------- | ---------------------------------- | -------------------------------------- | --------------------- | --------------- | ------ | ---- |
| Řád podvazku The Most Noble Order of the Garter                             | 1348                               | Eduard III. (Anglie)                   |                       |                 |        |      |
| Řád zvěstování (jako řád obojku) Ordine Supremo della Santissima Annunziata | 1362                               | Amadeus VI. (Savojsko)                 | stuha řádu zvěstování |                 |        |      |
| Řád zlatého rouna Toison d'or                                               | 1430                               | Filip III. Dobrý (Burgundsko)          |                       |                 |        |      |
| Řád sv. Huberta Orden des Heiligen Hubertus                                 | 1444                               | Gerhard Jülišsko-Bergský (Jülich-Berg) |                       |                 |        |      |
| Řád slona Elefantordenen                                                    | 1462                               | Kristián I. (Dánsko)                   |                       |                 |        |      |
| Řád sv. Michala Ordre de Saint-Michel                                       | 1469                               | Ludvík XI. (Francie)                   |                       |                 |        |      |
| Řád sv. Štěpána Sacro Militare Ordine di Santo Stefano Papa e Martire       | 1561                               | Cosimo I. de Medici (Toskánsko)        |                       |                 |        |      |
| Řád sv. Mauricia a sv. Lazara Ordine dei Santi Maurizio e Lazzaro           | 1572                               | Řehoř XIII. (Savojsko)                 |                       |                 |        |      |
| Řád sv. Konstantina a sv. Jiří Ordine costantiniano di San Giorgio          | 1575                               | Alexios II. Komnenos (Parma)           |                       |                 |        |      |
| Řád sv. Ducha Ordre du Saint-Esprit                                         | 1578                               | Jindřich III. (Francie)                |                       |                 |        |      |
|                                                                             |                                    |                                        |                       |                 |        |      |
| název                                                                       | rok založení                       | zakladatel                             | stuha                 | řetěz/velkokříž | hvězda | róba |
| Řád bodláku The Most Ancient and Most Noble Order of the Thistle            | 1687                               | Jakub VII. (Skotsko)                   |                       |                 |        |      |
| Řád sv. Ondřeje Орден Святого апостола Андрея Первозванного                 | 1698                               | Petr I. Veliký (Rusko)                 |                       |                 |        |      |
| Řád černé orlice Orden vom Schwarzen Adler                                  | 1701                               | Fridrich I. (Prusko)                   |                       |                 |        |      |
| Řád sv. Januaria Insigne e reale ordine di San Gennaro                      | 1738                               | Karel VII. (obojí Sicílie)             |                       |                 |        |      |
| Řád sv. Patrika The Most Illustrious Order of Saint Patrick                 | 1783                               | Jiří III. (Irsko)                      |                       |                 |        |      |
| Řád chryzantémy                                                             | 1877                               | Meidži (Japonsko)                      |                       |                 |        |      |
| Řád orla Gruzie a tuniky našeho Pána Ježíše Krista                          | Mezi roky 1184 - 1213 Obnoven 1939 | Tamara Gruzínská (Gruzie)              |                       |                 |        |      |

## Seznam světských a záslužných rytířských řádů

### Celoevropské
- Řád zlatého rouna – vznikl v roce 1430
- Řád burgundského kříže – zal. 1535 nebo 1555
- Řád sv. Šebestiána – zal. 1985
- Řád sv. Jiří – evropský řád domu habsbursko-lotrinského

### Pyrenejský poloostrov
- Řád dubu – zal. v 9. stol.
- Řád lilie (Navarra) – zal. 1048
- Řád sekery – zal. 1149
- Řád svaté trojjedinosti – zal. 1198
- Milostivý řád – zal. 1230
- Řád svornosti – zal. 1261
- Řád holuba (Kastílie) – zal. 1290
- Řád pásu – zal. 1332
- Řád rozumu – zal. 1379
- Řád lžíce – zal. 1410
- Řád zrcadla – zal. 1410
- Řád lilie (Aragonie) – zal. 1412
- Řád rybí šupiny – zal. 1417 nebo 1427
- Řád věže a meče – zal. 1459

### Francie a Benelux
- Řád hvězdy – zal. 1022
- Řád lva – zal. 1080
- Řád janovcového lusku – zal. 1234
- Řád sv. Jakuba (Holandsko) – zal. 1290
- Řád zeleného štítu – zal. 1369
- Řád bodláku (Francie) – zal. 1370
- Řád sokola (Francie) – zal. 1380
- Řád hermelínu – zal. 1382
- Řád dikobraza – zal. 1394
- Řád bílé dámy na zeleném štítě – zal. 1399
- Řád chmelu – zal. 1400 nebo 1411
- Řád zlatého okovu – zal. 1415
- Řád žitných klasů – zal. po 1450
- Řád sv. Michala – zal. 1469
- Řád sv. Ducha – zal. 1578
- Řád žluté pásky – zal. 1600 nebo 1606
- Řád včely – zal. 1703
- Pavilonový řád – zal. 1717
- Nassavský řád zlatého lva – zal. 1858

### Britské ostrovy
- Řád rytířů zajíce – zal. 1338
- Řád lázně – zal. 1339
- Podvazkový řád – zal. 1348–1350
- Řád holuba (Anglie) – zal. 1399
- Řád bodláku – zal. 1687
- Řád sv. Patrika – zal. 1783

### Skandinávie
- Řád slona – zal. 1462
- Řád svazku (také Řád dvorské cti) – zal. 1527
- Řád Beránka Božího – zal. 1564
- Řád obrněné paže – zal. 1616
- Řád laskavce – také Řád amarantu, zal. 1653
- Řád meče – zal. 1748
- Řád Serafínů – zal. 1748
- Řád norského lva – zal. 1904

### Německé země a Švýcarsko
- Řád medvěda – také Řád sv. Havla, zal. 1213
- Řád papouška – zal. 1258
- Řád bláznů – zal. 1381
- Řád zlatého a stříbrného srpu – zal. 1382
- Řád sv. Simplicia – zal. 1403 nebo 1492
- Řád chrta – také Řád věrnosti, zal. 1416
- Řád labutě – zal. 1440
- Řád sv. Huberta – také Řád lovecké trubky, zal. 1444
- Řád sv. Jeronýma – zal. 1450
- Řád bratrství ve zbrani – také Řád sv. Kryštofa, zal. 1465
- Řád lžíce – zal. 1525 nebo 1527
- Řád modré pásky – také Řád zlaté skály, zal. 1585
- Řád zlatého bratrstva – zal. 1590
- Řád bratrské svornosti – zal. 1591
- Řád palmy – zal. 1617
- Řád utrpení Ježíše Krista – zal. 1617
- Řád vzdoru – zal. 1618
- Řád svornosti (Bayreuth) – zal. 1660
- Řád německé poctivosti – zal. 1690
- Řád dobrého přátelství – zal. 1692
- Řád sv. Michala (Kolínsko) – zal. 1693
- Řád svornosti (Nassavsko) – zal. 1696
- Řád dokonalého přátelství – zal. v 18. stol.
- Řád černé orlice – zal. 1701
- Řád zlaté orlice – zal. 1702
- Řád württemberské koruny – zal. 1702
- Řád vznešené vášně – také Querfurtský řád, zal. 1704
- Řád červené orlice – zal. 1705
- Řád věrnosti – zal. 1715
- Řád svornosti (Schwarzburg) – zal. 1718
- Řád sv. Jiří (Bavorsko) – zal. 1729
- Řád bílého sokola – také Řád bdělosti, zal. 1732
- Řád sv. Anny – zal. 1735
- Řád sv. Jindřicha – zal. 1736
- Řád sv. Jáchyma – zal. 1755
- Řád čtyř císařů – zal. 1768
- Řád sv. Josefa – zal. 1768
- Řád pravého rytířství – zal. 1793
- Ludvíkův řád – zal. 1807
- Řád routové koruny – zal. 1807
- Guelfský řád – zal. 1815
- Řád Albrechta Medvěda – zal. 1836
- Řád Petra Fridricha Ludvíka – zal. 1838
- Řád sv. Jiří (Hannoversko) – zal. 1839
- Hohenzollernský domácí řád – zal. 1841
- Řád Vendické koruny – zal. 1864

### Itálie
- Řád uzlu – zal. ve 14. stol.
- Řád punčochy – zal. ve 14. stol.
- Řád zvěstování – zal. 1362
- Řád cívky – zal. 1376
- Řád argonautů – také Řád lodi, Řád půlměsíce nebo Řád sv. Mikuláše, zal. 1382
- Řád hermelínu (Neapolsko) – zal. 1464
- Řád svatého Marka – zal. v 15. stol.
- Řád neapolské lvice – zal. v 17. stol.
- Řád sv. Januaria – zal. 1738
- Řád zlaté štóly – doložen v 18. stol.
- Dóžecí řád – doložen v 18. stol.

### Papežské
- Řád zlaté ostruhy – zal. ve 14. stol.
- Řád sv. Petra – zal. 1521
- Řád lilie – zal. 1546
- Nejvyšší řád Kristův – přelom 15. a 16. století

### Rakousko
- Řád sv. Kryštofa – zal. 1517
- Řád sv. Ruperta – zal. 1701

### Uhry
- Řád sv. Jiří – zal. 1326
- Řád draka – zal. 1408–1409
- Vitézský řád – zal. 1678

### České země
- Řád staré sekery – zal. 1290
- Řád točenice – také Tusin, zal. po 1390
- Řád psího obojku – také Rudenband, zal. 1413
- Řád lebky – zal. 1652
- Řád zlatého jelena – zal. 1672

### Polsko
- Řád bílé orlice – zal. 1705
- Řád sv. Stanislava – zal. 1756

### Východní Evropa
- Řád orla Gruzie a tuniky našeho Pána Ježíše Krista – zal. mezi 1184 a 1213, obnoven 1939 v Gruzii
- Řád nebeského kříže – zal. 1557 v Rusku
- Řád sv. Ondřeje – zal. 1698 v Rusku
- Řád vděčnosti – zal. 1710 v Kuronsku

### Balkán
- Řád sv. Petra (Černá Hora) – zal. 1830
- Řád knížete Danila I. – zal. 1853
- Řád Petrovićů-Njegošů – zal. 1896

### Mimoevropské
- Řád sv. Blažeje – zal. 1118 v Malé Arménii

## Některé samozvané rytířské řády
- Rytířský řád svatého Václava – mezinárodní nevládní organizace založená v roce 1994
- Královský řád rytířů svatého Václava – občanské sdružení ČR založené v roce 2011. Jde o občanské sdružení registrované v České republice ke dni 13. června 2011. Řád vede František Jílek, který se v rámci činnosti sdružení prohlašuje za pretendenta českého trůnu.
- Královský řád Moravských rytířů svatého Rostislava a Kolumbana – občanské sdružení ČR
- Řád blanických rytířů – občanské sdružení
- Suverénní řád sv. Stanislava
- Řád sv. Agáty z Paterna
- Řád Křižovníků Stříbrného Lva – spolek založený v roce 2007
- Řád staré sekery – spolek založený v roce 2017

## Seznamy velmistrů
- Velmistři řádu templářů
- Velmistři a členové Rady velmistra řádu Božího hrobu
- Velmistři řádu maltézských rytířů
- Velmistři rytířského řádu Křižovníků s červenou hvězdou
- Velmistři řádu mečových bratří
- Velmistři řádu německých rytířů
- Seznam velmistrů řádu svatého Lazara